# Scomber colias
Scomber colias är en fiskart som beskrevs av Johann Friedrich Gmelin 1789. Den ingår i släktet Scomber och familjen makrillfiskar. IUCN kategoriserar arten globalt som livskraftig.

## Beskrivning
En avlång, småfjällig fisk med silverfärgad kropp, som har ett inslag av gult på nederdelen av sidorna och magen och många mörka fläckar. Ryggen har diagonala, mörka våglinjer. Arten har två ryggfenor där den främre, triangelformade har 8 till 10 taggstrålar, och den bakre 12 mjukstrålar. Mellan den bakre ryggfenan och den djupt inskurna stjärtfenan, respektive mellan analfenan (som även den har 12 mjukstrålar) och stjärtfenan finns 5 småfenor. De korta bröstfenorna sitter högt upp och har 18 till 21 mjukstrålar. Fisken kan bli upp till 53 cm lång.

## Taxonomi
Arten betraktades tidigare som en underart av spansk makrill (Scomber japonicus), men DNA-analys (både mitokondriskt och från kärn-DNA) har visat att det rör sig om olika arter.

## Utbredning
Utbredningsområdet är Atlanten, där arten formar flera delpopulationer, från Amerika österut till södra Europas kuster och större delen av västra Afrikas kust, Medelhavet och Svarta havet.

## Ekologi
Scomber colias är en stimfisk som håller sig i vatten över kontinentalsockeln, speciellt kustnära områden, på djup från ytan ner till 300 m. Det förekommer att stimmen är blandade, med andra makrillfiskar som släktet Sarda, bonito samt familjerna taggmakrillfiskar och sillfiskar. Födan består av mindre frisimmande sillfiskar och silliknande fiskar som ansjovisfiskar, Sardinella, skarpsill och andra Sprattus-arter och silversidefiskar. Den tar även frisimmande ryggradslösa djur som kräftdjur (bland annat hoppkräftor) och bläckfiskar.
Könsmognaden inträffar vid omkring 2 års ålder; arten kan leva i 13 år.

## Ekonomisk betydelse
Arten är föremål för ett omfattande fiske, som mest togs 262 000 ton 2008 i Atlanten. Sedan dess har emellertid fångsterna minskat. Även i Medelhavet fångas arten. Fisket sker med många metoder, i Atlanten främst med snörpvad.